# NGC 4641
NGC 4641 este o galaxie lenticulară situată în constelația Fecioara. A fost descoperită în 17 aprilie 1887 de către Lewis A. Swift. Se află la o distanță de 16,7 megaparseci de Pământ.